# Walala
Walala est une localité du département de Guéguéré, dans la province d’Ioba (région du Sud-Ouest) au Burkina Faso. En 2006, cette localité comptait 616 habitants dont 49.4% de femmes.